# Campeonato Mundial de Peso Medio del CMLL
El Campeonato Mundial de Peso Medio del CMLL es un campeonato de lucha libre profesional dentro del Consejo Mundial de Lucha Libre. El campeón actual es Templario, quien se encuentra en su primer reinado.

## Torneo por el título
Para obtener al primer campeón se realizó un tornero donde participaron ocho elementos, los cuales fueron El Satánico, Ángel Azteca, Hijo del Gladiador, Blue Panther, El Dandy, Ringo Mendoza, Espectro Jr. y Emilio Charles Jr. 
El torneo se realizó el 18 de diciembre de 1991 en la Arena Coliseo de Acapulco y el primer monarca fue Blue Panther.
|  | Cuartos de final | Cuartos de final   | Cuartos de final |              |             | Semifinales | Semifinales | Semifinales |  |  | Final | Final | Final |  |
|  |                  |                    |                  |              |             |             |             |             |  |  |       |       |       |  |
|  |                  |                    |                  |              |             |             |             |             |  |  |       |       |       |  |
|  | 1                | Hijo del Gladiador |                  |              |             |             |             |             |  |  |       |       |       |  |
|  | 1                | Hijo del Gladiador |                  |              |             |             |             |             |  |  |       |       |       |  |
|  | 8                | El Satánico        | W                |              |             |             |             |             |  |  |       |       |       |  |
|  | 8                | El Satánico        | W                |              | El Satánico | El Satánico | W           |             |  |  |       |       |       |  |
|  |                  |                    |                  |              | El Satánico | El Satánico | W           |             |  |  |       |       |       |  |
|  |                  |                    | Ángel Azteca     |              |             |             |             |             |  |  |       |       |       |  |
|  | 5                | Ángel Azteca       | W                |              |             |             |             |             |  |  |       |       |       |  |
|  | 5                | Ángel Azteca       | W                |              |             |             |             |             |  |  |       |       |       |  |
|  | 4                | Emilio Charles Jr. |                  |              |             |             |             |             |  |  |       |       |       |  |
|  | 4                | Emilio Charles Jr. |                  |              |             |             | El Satánico |             |  |  |       |       |       |  |
|  |                  |                    |                  |              |             |             |             |             |  |  |       |       |       |  |
|  |                  |                    | Blue Panther     | Blue Panther | W           |             |             |             |  |  |       |       |       |  |
|  | 3                | El Dandy           | Blue Panther     | Blue Panther | W           | W           |             |             |  |  |       |       |       |  |
|  | 3                | El Dandy           |                  |              |             |             |             |             |  |  |       |       |       |  |
|  | 6                | Espectro Jr.       |                  |              |             |             |             |             |  |  |       |       |       |  |
|  | 6                | Espectro Jr.       | El Dandy         |              |             |             |             |             |  |  |       |       |       |  |
|  |                  |                    |                  |              |             |             |             |             |  |  |       |       |       |  |
|  |                  |                    | Blue Panther     | Blue Panther | W           |             |             |             |  |  |       |       |       |  |
|  | 7                | Blue Panther       | Blue Panther     | Blue Panther | W           | W           |             |             |  |  |       |       |       |  |
|  | 7                | Blue Panther       |                  |              |             |             |             |             |  |  |       |       |       |  |
|  | 2                | Ringo Mendoza      |                  |              |             |             |             |             |  |  |       |       |       |  |
|  | 2                | Ringo Mendoza      |                  |              |             |             |             |             |  |  |       |       |       |  |
|  |                  |                    |                  |              |             |             |             |             |  |  |       |       |       |  |

## Historia
El 18 de diciembre de 1991, el Consejo Mundial de Lucha Libre realizó un evento en la Arena Coliseo de Acapulco, Guerrero en el cual se pondría en disputa el nuevo "Campeonato Mundial de Peso Medio del CMLL". Los luchadores que participaron en dicho torneo fueron Ángel Azteca, Blue Panther, El Dandy, El Hijo del Gladiador, El Satánico, Emilio Charles, Jr., Espectro, Jr. y Ringo Mendoza. La final se disputó entre Blue Panther y El Satánico, donde "El Maestro Lagunero" salió avante y se convirtió en el primer campeón. Sin embargo, el título quedó vacante el 19 de junio de 1992 cuando Blue Panther salió de la empresa.
El 26 de junio de 1992 se llevó a cabo una batalla campal de 16 luchadores, en la cual los últimos dos que sobrevivieran serían los que disputarían el campeonato. Los dos sobrevivientes fueron El Dandy y Negro Casas, quienes lucharon el 3 de julio de 1992 en la Arena México por el vacante título, saliendo El Dandy victorioso y proclamándose nuevo campeón.
El 3 de mayo de 2010 durante el evento "Wrestling Dontaku 2010" realizado por New Japan Pro Wrestling en el Centro de convenciones de Fukuoka, Jushin Liger derrotó a Negro Casas, ganando el campeonato y dejándolo en Japón. Con esta victoria, Jushin Liger se convirtió en el primer luchador extranjero en ganar el Campeonato Mundial de Peso Medio.

## Campeones
El Campeonato Mundial de Peso Medio del CMLL es el campeonato secundario de la empresa, creado en 1991. El campeón inaugural fue Blue Panther, quien derrotó a El Satánico en la final de un torneo en un House show y desde esto, ha habido 15 distintos campeones oficiales, repartidos en 19 reinados en total. Además, el campeonato ha sido declarado vacante en una ocasión a lo largo de su historia.
El reinado más largo en la historia del título le pertenece a Dragón Rojo, Jr., quien mantuvo el campeonato por 1954 días en su primer reinado. Por otro lado, El Dandy posee el reinado más corto en la historia del campeonato, con 62 días con el título en su haber.
En cuanto a los días en total como campeón (un acumulado entre la suma de todos los días de los reinados individuales de cada luchador), Dragón Rojo, Jr. también posee el primer lugar, con 1954 días como campeón entre en su único reinado. Le siguen El Satánico (1561 días en su único reinado), Emilio Charles Jr. (1281 días en sus 2 reinados), Averno (1038 días en su único reinado) y Negro Casas (879 días en sus 2 reinados).
El campeón más joven en la historia es Apolo Dantés, quien a los 25 años y 348 días derrotó a Javier Llanes en un House show. En contraparte, el campeón más viejo es Negro Casas, quien a los 50 años y 35 días derrotó a Emilio Charles Jr. en un House show. En cuanto al peso de los campeones, Apolo Dantés es el más pesado con 101 kilogramos, mientras que Averno es el más liviano con 77 kilogramos.
Por último, El Dandy es el luchador con más reinados, ya que poseen 3, es seguido por Emilio Charles Jr. y Negro Casas (2).

### Campeón actual
El campeón actual es Templario, quien se encuentra en su primer reinado como campeón. Templario ganó el campeonato luego de derrotar a Dragón Rojo Jr. por el campeonato el 12 de mayo de 2023 en Super Viernes.
Templario  registra hasta el 9 de agosto de 2025 las siguientes defensas televisadas:
1. vs. Dragón Rojo Jr. (24 de julio de 2023, Lunes Arena Puebla)

### Lista de campeones
|    | Luchador             | N.º | Fecha                    | Días | Show o evento                        | Notas y referencias                                        |
| -- | -------------------- | --- | ------------------------ | ---- | ------------------------------------ | ---------------------------------------------------------- |
| 1  | Blue Panther         | 1   | 18 de diciembre de 1991  | 184  | Live event                           | Derrotó a El Satánico en la final de un torneo.            |
| —  | Vacante              | —   | 19 de junio de 1992      | —    | N/A                                  | Debido a que Panther dejó la empresa para unirse a la AAA. |
| 2  | El Dandy             | 1   | 3 de julio de 1992       | 63   | Live event                           | Derrotó a Negro Casas en la final de un torneo.            |
| 3  | Bestia Salvaje       | 1   | 4 de septiembre de 1992  | 103  | Live event                           | [ 3 ]                                                      |
| 4  | El Dandy             | 2   | 16 de diciembre de 1992  | 147  | Live event                           | [ 4 ]                                                      |
| 5  | Emilio Charles, Jr.  | 1   | 12 de mayo de 1993       | 146  | Live event                           | [ 5 ]                                                      |
| 6  | El Dandy             | 3   | 3 de octubre de 1993     | 140  | Live event                           | [ 6 ]                                                      |
| 7  | Javier Llanes        | 1   | 22 de febrero de 1994    | 201  | Live event                           | [ 7 ]                                                      |
| 8  | Apolo Dantés         | 1   | 11 de septiembre de 1994 | 77   | Live event                           | [ 8 ]                                                      |
| 9  | El Satánico          | 1   | 27 de noviembre de 1994  | 1561 | Live event                           | [ 9 ]                                                      |
| 10 | Ringo Mendoza        | 1   | 7 de marzo de 1999       | 742  | Live event                           | [ 10 ]                                                     |
| 11 | Emilio Charles, Jr.  | 2   | 18 de marzo de 2001      | 1135 | Live event                           | [ 11 ]                                                     |
| 12 | Negro Casas          | 1   | 26 de abril de 2004      | 874  | Live event                           | [ 12 ]                                                     |
| 13 | Averno               | 1   | 17 de septiembre de 2006 | 1038 | Live event                           | [ 13 ]                                                     |
| 14 | El Hijo del Fantasma | 1   | 21 de julio de 2009      | 208  | Live event                           | [ 14 ]                                                     |
| 15 | Negro Casas          | 2   | 14 de febrero de 2010    | 78   | Live event                           | [ 15 ]                                                     |
| 16 | Jushin Thunder Liger | 1   | 3 de mayo de 2010        | 564  | Wrestling Dontaku                    | [ 16 ]                                                     |
| 17 | Dragón Rojo, Jr.     | 1   | 18 de noviembre de 2011  | 1954 | Live event                           | [ 17 ]                                                     |
| 18 | Ángel de Oro         | 1   | 25 de marzo de 2017      | 300  | Live event                           | [ 18 ]                                                     |
| 19 | El Cuatrero          | 1   | 19 de enero de 2018      | 1299 | FantasticaManía                      | [ 19 ]                                                     |
| —  | Vacante              | —   | 10 de agosto de 2021     | —    | N/A                                  | Debido a que Cuatrero fue despedido de la empresa.         |
| 20 | Soberano Jr.         | 1   | 10 de diciembre de 2021  | 111  | Viernes Espectacular                 | Derrotó a Templario por el campeonato vacante.             |
| 21 | Dragón Rojo, Jr.     | 2   | 2 de abril de 2022       | 405  | 79th Aniversario de la Arena Coliseo | [ 21 ]                                                     |
| 22 | Templario            | 1   | 12 de mayo de 2023       | 820+ | Super Viernes                        | [ 22 ]                                                     |

### Total de días con el título
La siguiente lista muestra el total de días que un luchador ha poseído el campeonato, si se suman todos los reinados que posee. 
A la fecha del 9 de agosto de 2025.
| + | Indica el campeón actual |

| N.º | Campeón              | Reinados | Total de días |
| --- | -------------------- | -------- | ------------- |
| 1   | Dragón Rojo, Jr.     | 2        | 2359          |
| 2   | El Satánico          | 1        | 1561          |
| 3   | El Cuatrero          | 1        | 1299          |
| 4   | Emilio Charles Jr.   | 2        | 1281          |
| 5   | Averno               | 1        | 1038          |
| 6   | Negro Casas          | 2        | 879           |
| 7   | Templario            | 1        | 820+          |
| 8   | Ringo Mendoza        | 2        | 742           |
| 9   | Jushin Thunder Liger | 1        | 564           |
| 10  | El Dandy             | 3        | 350           |
| 11  | Ángel de Oro         | 1        | 300           |
| 12  | El Hijo del Fantasma | 1        | 208           |
| 13  | Javier Llanes        | 1        | 201           |
| 14  | Blue Panther         | 1        | 184           |
| 15  | Soberano Jr.         | 1        | 111           |
| 16  | Bestia Salvaje       | 1        | 103           |
| 17  | Apolo Dantés         | 1        | 77            |

### Mayor cantidad de reinados
| Reinados | Luchador (es)                                     |
| -------- | ------------------------------------------------- |
| 3 veces  | El Dandy                                          |
| 2 veces  | Emilio Charles Jr., Negro Casas, Dragón Rojo, Jr. |